# Kompaktna klasa (automobil)
Kompaktna klasa je naziv za automobile koji imaju sljedeće specifikacije
| Kompaktna klasa              |
| ---------------------------- |
| cijena - 100.000-200.000 kn  |
| oblik karoserije - 3/5 vrata |
| motori - 1,4-2,0 l           |
| mjenjači - 5/6 brzina        |

Začetnikom kompaktne klase se smatra VW Golf koji je i danas na tržištu u 6. generaciji. Tadašnji konkurenti poput Ford Escorta ili Opel Kadeta nisu bili nekakva konkurencija. Pravi bum u kompaktnoj klasi se dogodio početkom 20. stoljeća, na tržište su došli Opel Astra, Ford Focus, Citroen C4, Peugeot 307 a zatim i korejski Hyundai i30, Kia cee'd, Mazda 3 i ostali.
Danas postoji mnogo kompaktnih automobila da se sama klasa podijelila na jeftinije i skupe.

## Niža klasa
U ovu klasu spadaju automobili poput - Opel Astra, Ford Focus, Citroen C4, Peugeot 307, Hyundai i30, Kia cee'd, Mazda 3.
Većinom ti auti imaju motore od 100 do 160 ks i ručne mjenjače od 6 stupnjeva.

## Viša klasa
Razlika u višoj klasi je u marki automobila i završnoj obradi automobila, zatim viša klasa ima egzotične športske modele i jače motore i opremu. Naravno ovi automobili koštaju u prosjeku 50.000 kn više.
Automobili više kompaktne klase su BMW serije 1 (jedini u klasi sa stražnjim pogonom), Audi A3, Lexus Ch200T, Citroen DS4, Alfa Romeo Gulietta.